# Chetone nasica
Chetone nasica är en fjärilsart som beskrevs av Fabricius 1793. Chetone nasica ingår i släktet Chetone och familjen björnspinnare. Inga underarter finns listade i Catalogue of Life.